# Atarba (Atarbodes) decincta
Atarba (Atarbodes) decincta is een tweevleugelige uit de familie steltmuggen (Limoniidae). De soort komt voor in het Oriëntaals gebied.